# FBC Dobruška
FBC Dobruška je český florbalový klub sídlící ve městě Dobruška v Královéhradeckém kraji. Klub byl založen v roce 2001.

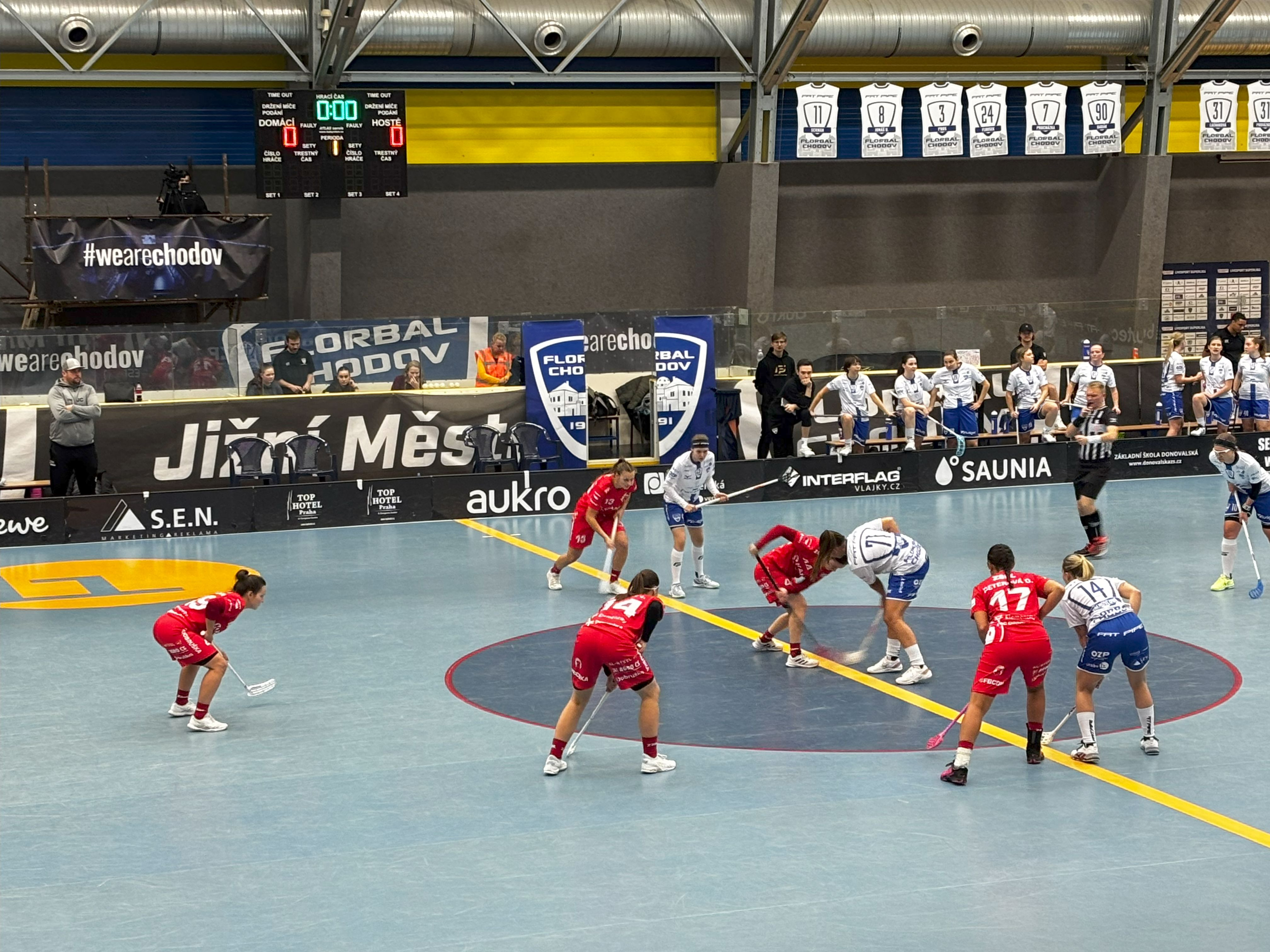
Hráčky ženského týmu v sezóně 2024/2025

Ženský tým hraje od sezóny 2024/2025 pod sponzorským názvem FBC Kamat Dobruška nejvyšší soutěž, Extraligu žen, po té co do ní v předešlé sezóně poprvé postoupil z 1. ligy.
Mužský tým hraje čtvrtou nejvyšší soutěž, Divizi.
Svá domácí utkání klub hraje ve Sportovní hale Pulická.

## Ženský tým

### Sezóny
| Sezóna    | Úroveň | Soutěž              | Umístění | Poznámka                                                                          |
| --------- | ------ | ------------------- | -------- | --------------------------------------------------------------------------------- |
| 2014/2015 | 3      | 2. liga (skupina 4) |          | Postup do vyšší ligy                                                              |
| 2015/2016 | 2      | 1. liga             |          | Vypadnutí ve čtvrtfinále play-off proti Florbalová akademie MB-NBK                |
| 2016/2017 | 2      | 1. liga (východ)    |          | Vypadnutí ve čtvrtfinále play-off proti itelligence Bulldogs Brno                 |
| 2017/2018 | 2      | 1. liga (východ)    |          | Vypadnutí v osmifinále play-off proti IBK Hradec Králové                          |
| 2018/2019 | 2      | 1. liga (východ)    |          | Vypadnutí ve čtvrtfinále play-off proti Bulldogs Brno                             |
| 2019/2020 | 2      | 1. liga (východ)    |          | Vypadnutí v osmifinále play-off proti PRAMOS Šitbořice FbC Aligators              |
| 2020/2021 | 2      | 1. liga (východ)    |          | Sezóna ukončena po neúplných pěti odehraných kolech základní části                |
| 2021/2022 | 2      | 1. liga (východ)    |          | Vypadnutí ve čtvrtfinále play-off proti FBC Intevo Třinec                         |
| 2022/2023 | 2      | 1. liga (východ)    |          | Vypadnutí v osmifinále play-off proti Torpedo Havířov                             |
| 2023/2024 | 2      | 1. liga (východ)    | 1.       | Vítězství ve finále play-off proti FAT PIPE Tigers Start98 – Postup do vyšší ligy |
| 2024/2025 | 1      | ČEZ Extraliga       | 10.      | Druhé místo v play-down – Udržení v lize                                          |

### Soupiska
| #  | Pozice | Hráč                |
| -- | ------ | ------------------- |
| 21 | B      | Karolína Špačková   |
| 31 | B      | Adéla Dubská        |
| 14 | O      | Vaneska Bašová      |
| 16 | O      | Markéta Zeisková    |
| 22 | O      | Adriana Horáková    |
| 32 | O      | Lucie Nádeníková    |
| 49 | O      | Michaela Ulbrichová |
| 11 | Ú      | Adriana Jedličková  |
| 12 | Ú      | Magdaléna Bašová    |
| 13 | Ú      | Sandra Peterová     |

| #  | Pozice | Hráč               |
| -- | ------ | ------------------ |
| 17 | Ú      | Diana Peterová     |
| 20 | Ú      | Jitka Fleglová     |
| 24 | Ú      | Kateřina Poláčková |
| 25 | Ú      | Veronika Eimannová |
| 29 | Ú      | Lucie Želízková    |
| 44 | Ú      | Adéla Vávrová      |
| 79 | Ú      | Katka Nádeníková   |
| 81 | O      | Veronika Kyšková   |
| 88 | Ú      | Victoria Bartošová |
| 98 | Ú      | Eliška Buchalová   |